# SPR-диагностика

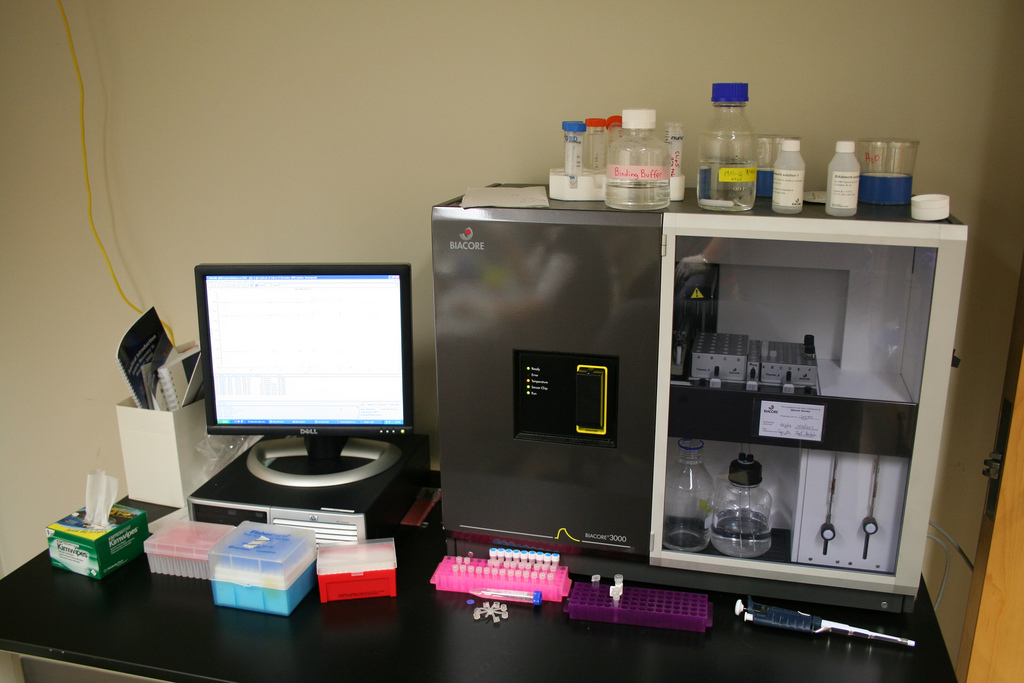
Инструмент для исследования поверхностного плазмонного резонанса (SPR) Biacore 3000

SPR-диагностика (от Surface plasmon resonance — «Поверхностный плазмонный резонанс») — метод определения констант связывания малых молекул, основанный на явлении когерентных колебаний свободных электронов, которые ограничены в пределах поверхности металлических наночастиц (как правило, золото или серебро) за счет возбуждения электромагнитным излучением на границе раздела металл-диэлектрик. Данное явление называется поверхностным плазмонным резонансом. Исходя из наблюдения провалов в тех областях спектра резонансного Рэлеевского рассеяния света, где были адсорбированы биомолекулы, был сделан вывод о эффекте прямого квантового переноса энергии плазмонного резонанса от наноплазмонных частиц к адсорбированным биомолекулам. Этот эффект лежит в основе многих биосенсоров, позволяющих наблюдать за взаимодействием биомолекул в режиме реального времени.   

## История
Первые оптико-химические датчики были основаны на измерении изменений спектра поглощения и разработаны для измерения концентрации CO2 и O2. С тех пор в химических датчиках и биосенсорах используется большое разнообразие оптических методов, включая эллипсометрию, спектроскопию (люминесценция, фосфоресценция, флуоресценция, комбинационное рассеяние света), интерферометрию (интерферометрия белого света, модальная интерферометрия в оптических волноводных структурах), и поверхностный плазмонный резонанс. В этих датчиках желаемое количество определяется путем измерения показателя преломления, поглощения и флуоресцентных свойств молекул анализируемого вещества или химико-оптической преобразовательной среды.
Потенциал поверхностного плазмонного резонанса (SPR) для характеристики тонких пленок и мониторинга процессов на границах раздела металлов был признан в конце семидесятых годов прошлого века. В 1982 году использование SPR для обнаружения газов и биосенсирования было продемонстрировано Найландером и Лидбергом. С тех пор зондирование SPR получает постоянно растущее внимание со стороны научного сообщества. SPR быстро набирает обороты в области количественного анализа в клинической лаборатории для иммуноферментного анализа, обнаружения мутаций, терапевтического мониторинга лекарственных средств (TDM) и тд. В период с 2005-2015 год SPR диагностика перешла от обычных призм Кречманна до нового поколения волоконных сенсоров с микро или нано структурами для усиления SPR.

## Поверхностный плазмонный резонанс
Поверхностный плазмонный резонанс - это колебание плотности заряда, которое может существовать на границе раздела двух сред с диэлектрическими константами противоположных знаков, например металла и диэлектрика. Волна плотности заряда связана с электромагнитной волной, векторы поля которой достигают своих максимумов на границе раздела и затухают в обеих средах. Эта поверхностная плазмонная волна представляет собой поляризованную волну (магнитный вектор перпендикулярен направлению распространения поверхностной плазмонной волны и параллелен плоскости раздела фаз). 

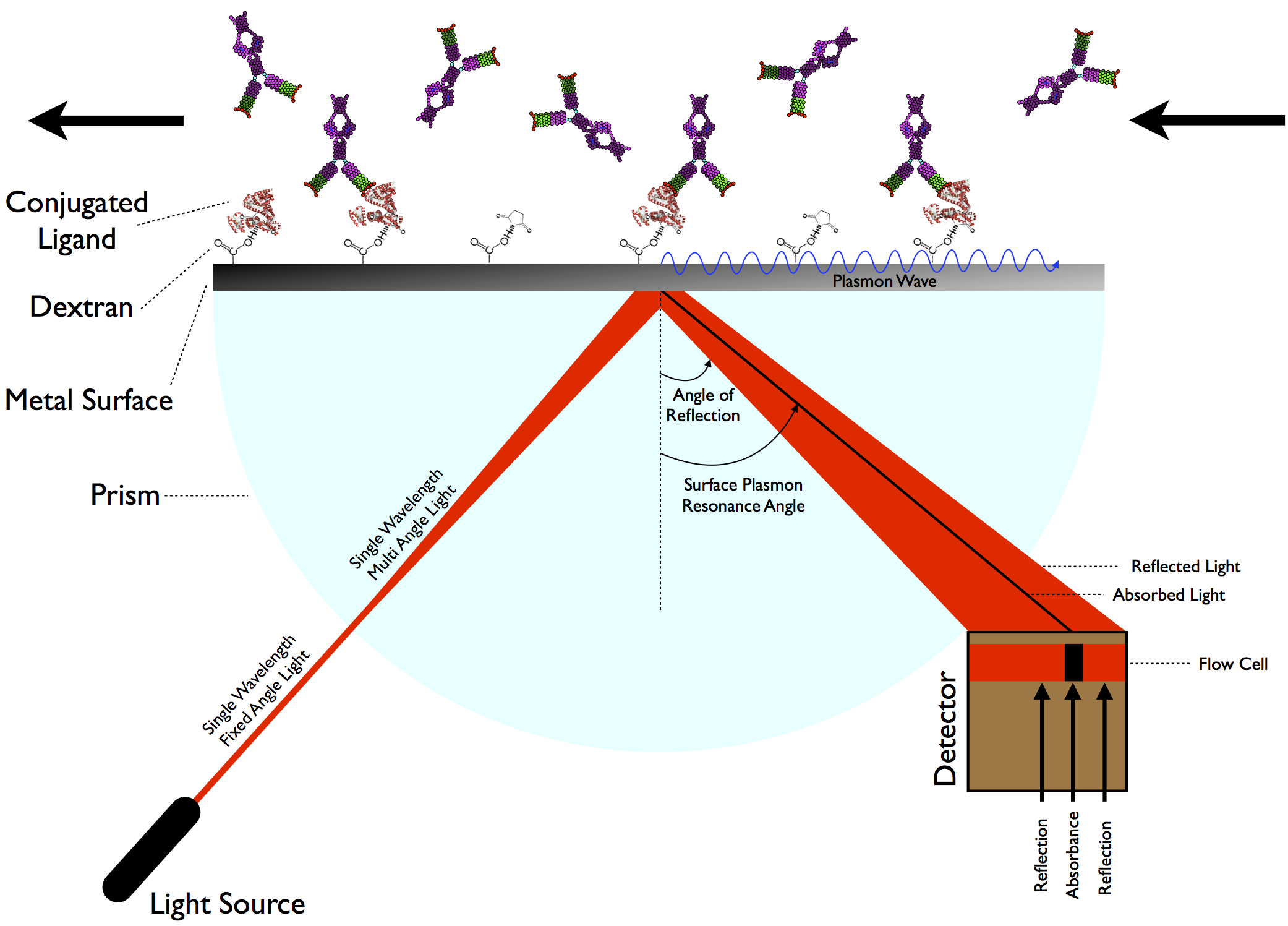
Поверхностный плазмонный резонанс (SPR)

Постоянная распространения поверхностной плазмонной волны, распространяющейся на границе раздела диэлектрика и металла, определяется следующим выражением:
{\displaystyle {\begin{array}{lll}\beta =k{\sqrt {\frac {\varepsilon _{m}n_{s}^{2}}{\varepsilon _{m}+\varepsilon _{m}n_{s}^{2}}}}\end{array}}}
, где k обозначает волновое число в свободном пространстве, {\displaystyle {\begin{array}{lll}\varepsilon _{m}\end{array}}}диэлектрическую проницаемость металла и {\displaystyle {\begin{array}{lll}n_{s}\end{array}}} показатель преломления диэлектрика.
Из выражения следует, что золото, серебро и еще несколько металлов удовлетворяют условию {\displaystyle {\begin{array}{lll}\varepsilon _{m}<-n_{s}^{2}\end{array}}}. 
|                                         | Серебро | Золото |
| --------------------------------------- | ------- | ------ |
| Длина волны (нм)                        | λ=630   | λ=630  |
| Длина распространения (мкм)             | 19      | 3      |
| Глубина проникновения в металл (нм)     | 24      | 29     |
| Глубина проникновения в диэлектрик (нм) | 219     | 162    |
| Концентрация поля в диэлектрике (%)     | 90      | 85     |

## Миграция энергии плазмонного резонанса (МЭПР)
По специфическим «провалам» в спектрах рассеяния были сделаны выводы о том, что молекулы белка, адсорбирующиеся на поверхности золотых частиц, как бы «оттягивают» на себя часть энергии плазмонного резонанса. Подобно тому, как донорно-акцепторная энергия согласовывается при передаче энергии резонанса флуоресценции (FRET) между двумя флуорофорами, процесс PRET требует, чтобы пики плазмонного резонанса (Ep) металлической наночастицы перекрывались с позициями пиков электронного резонанса (энергия перехода электрона из основного состояния в возбужденное Ee – Eg) биомолекулы. Квантованная энергия, вероятно, передается через диполь-дипольное взаимодействие между резонирующим плазмонным диполем в наночастице и биомолекулярным диполем.   

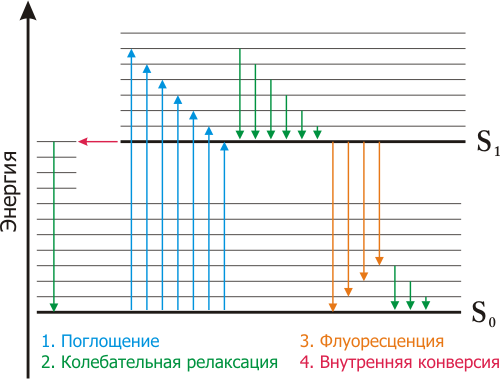
Схематическое изображение процессов испускания и поглощения света. Диаграмма Яблонского

От данного эффекта зависит выбор размера и формы наночастиц (НЧ) . Например, было показано, что для НЧ размером более 20 нм плазмонное поглощение сдвигается в красную сторону при увеличении размера НЧ из-за неоднородной поляризации НЧ, что приводит к возбуждению мод более высокого порядка.Форма также влияет на плазмонные свойства. Например, анизотропные металлические НЧ, демонстрируют два плазмонных резонанса и усиление электрического поля на концах НЧ по сравнению с одиночным резонансом и изотропным электрическим полем, окружающим сферические НЧ.

## Датчики SPR
Так как длина распространения поверхностно плазмонных волн (ППВ) очень ограничена, чувствительное действие осуществляется непосредственно в области, где ППВ возбуждается оптической волной. Оптическая система, используемая для возбуждения ППВ одновременно используется для измерения SPR. Таким образом, чувствительность датчиков SPR не может выиграть от увеличения длины взаимодействия датчика, как это обычно происходит в датчиках, использующих управляемые режимы диэлектрических волноводов. Константа распространения ППВ всегда выше, чем константа распространения оптической волны в диэлектрике, и поэтому ППВ не может быть возбужден непосредственно падающей оптической волной на плоской границе раздела металл–диэлектрик. Поэтому импульс падающей оптической волны должен быть увеличен, чтобы соответствовать импульсу ППВ. Это изменение импульса обычно достигается с помощью ослабленного полного отражения в призменных ответвителях и оптических волноводах, а также дифракции на поверхности дифракционных решеток.
В датчиках SPR обычно используются следующие основные подходы к обнаружению:
1. Измерение интенсивности оптической волны вблизи резонанса
2. Измерение резонансного импульса оптической волны, включая угловое и волновое измерение SPR.

### Датчики поверхностного плазмонного резонанса с использованием ослабленных оптических призменных муфт полного отражения
Световая волна полностью отражается на границе раздела призматической муфты и тонкого слоя металла (толщиной около 50 нм) и возбуждает ППВ на внешней границе металла, рассеянно туннелируя через тонкий слой металла. В призматических датчиках ППВ были продемонстрированы все основные подходы к обнаружению: измерение интенсивности отраженной световой волны, измерение резонансного угла падения световой волны, измерение резонансной длины волны падающей световой волны.

### Датчики поверхностного плазмонного резонанса с использованием решетчатых муфт
Если граница раздела металл–диэлектрик периодически искажается, падающая оптическая волна дифрагирует, образуя серию лучей, направленных от поверхности под различными углами. Составляющая импульса этих дифрагированных пучков вдоль границы раздела отличается от составляющей импульса падающей волны кратностью вектора решетчатой волны. Если полная составляющая импульса вдоль границы раздела дифрагированного порядка равна составляющей импульса ППВ, то оптическая волна может объединиться с ППВ.
Были продемонстрированы оптические датчики SPR на основе решеток, которые используют измерение вариаций интенсивности света при SPR. Высокочувствительный газовый датчик на основе решетки SPR, использующий серебро в качестве активного металла SPR, достиг чувствительности 1000 Нм RIU-1 (RIU - единица показателя преломления) в режиме измерения длины волны в режиме углового опроса чувствительность системы будет составлять около 100 град RIU-1. Для мониторинга биомолекулярных взаимодействий в водных средах были использованы датчики SPR-решетки на основе золота, с расчетной чувствительностью показателя преломления 30 град RIU-1 и 900% RIU-1 в режимах углового опроса и измерения интенсивности соответственно.

### Датчики поверхностного плазмонного резонанса с использованием оптических волноводов
Использование оптических волноводов в SPR-датчиках обеспечивает многочисленные привлекательные возможности, такие как простой способ управления в сенсорной системе (эффективный контроль свойств света, подавление эффекта рассеянного света и др.), небольшие размеры и прочность. Процесс возбуждения ППВ в оптических волноводных SPR-чувствительных структурах в принципе аналогичен процессу возбуждения муфты Кречмана. Световая волна направляется волноводом и, входя в область с тонким металлическим слоем, незаметно проникает сквозь металлический слой. Если ППВ и направленный режим согласованы по фазе, то световая волна возбуждает ППВ на внешней границе раздела металла. Теоретически чувствительность волноводных устройств SPR примерно такая же, как и у соответствующих муфт полного отражения. Несмотря на возросшие конструктивные ограничения по сравнению с объемными призматическими SPR-чувствительными устройствами, все основные подходы к обнаружению SPR были реализованы в волноводных SPR-датчиках.

## Основные области применения датчиков поверхностного плазмонного резонанса

### Датчики поверхностного плазмонного резонанса для измерения физических величин
Разработаны датчики SPR для измерения перемещения и углового положения, которые полагаются на чувствительность SPR к импульсу падающей световой волны. Физические явления, происходящие в различных оптических преобразовательных материалах, были также использованы для разработки SPR-чувствительных устройств, включая датчик влажности, использующий вызванные влажностью изменения показателя преломления пористых тонких слоев и полимеров и датчик температуры на основе термооптического эффекта в гидрированном аморфном кремнии.

### Поверхностный плазмонный резонанс для химического зондирования
Концентрации анализируемого вещества могут быть определены путем непосредственного измерения показателя преломления с помощью датчика SPR (например, мониторинг процессов дистилляции), большинство химических датчиков SPR основаны на измерении вариаций SPR, вызванных адсорбцией или химической реакцией аналита с преобразующей средой, что приводит к изменению его оптических свойств. Приложения, основанные в первую очередь на изменении показателя преломления трансдуцирующего слоя, вызванного адсорбцией молекул аналита, включают мониторинг концентрации паров углеводородов, альдегидов и спиртов путем адсорбции в пленках полиэтиленгликоля, мониторинг паров хлорированных углеводородов с помощью адсорбция в полифторалкилсилоксане, детектирование паров тетрахлорэтена адсорбцией в полидиметилсилоксановой пленке и детектирование паров ароматических углеводородов по их адсорбции в тефлоновых пленках. Было сообщено о чувствительном датчике для обнаружения NO2, использующем хемосорбцию молекул NO2 в активном слое SPR золота.

### SPR для биосенсинга
Первое применение SPR для биосенсинга было продемонстрировано в 1983 году. С тех пор обнаружение биоспецифического взаимодействия было разработано и некоторыми другими группами. В 1994 году появилось первое исследование по методам анализа биоспецифического взаимодействия в реальном времени которые с тех пор часто используются и постоянно совершенствуются для изучения кинетических и термодинамических констант биомолекулярных взаимодействий. В некоторых SPR биосенсорах количественное определение аналита осуществляется путем прямого обнаружения реакции связывания, однако увеличения показателя преломления, вызванного адсорбцией малых молекул, может быть недостаточно для непосредственного обнаружения молекул. Более ранние работы были сосредоточены в основном на взаимодействиях антиген-антитело, реакции стрептативидин-биотин и некоторых исследованиях IgG, особенно для тестирования новых алгоритмов анализа биоспецифического молекулярного взаимодействия, характеристики недавно разработанных установок SPR и улучшения химии поверхности. Текущие исследования включают в себя гораздо более продвинутые системы. Одна из новых областей - изучение взаимодействий белок-белок или белок-ДНК, даже обнаружение конформационных изменений в иммобилизованном белке.